# Agabus colymbus
Agabus colymbus är en skalbaggsart som beskrevs av John Henry Leech 1938. Agabus colymbus ingår i släktet Agabus och familjen dykare. Inga underarter finns listade i Catalogue of Life.